# Měděnec
Měděnec (Duits: Kupferberg) is een Tsjechische gemeente in de regio Ústí nad Labem, en maakt deel uit van het district Chomutov.
Měděnec telt 149 inwoners.
Měděnec was tot 1945 een plaats met een overwegend Duitstalige bevolking. Na de Tweede Wereldoorlog werd de Duitstalige bevolking verdreven.
Net ten noorden van het dorp ligt de ruim 900 meter hoge berg Mědník.

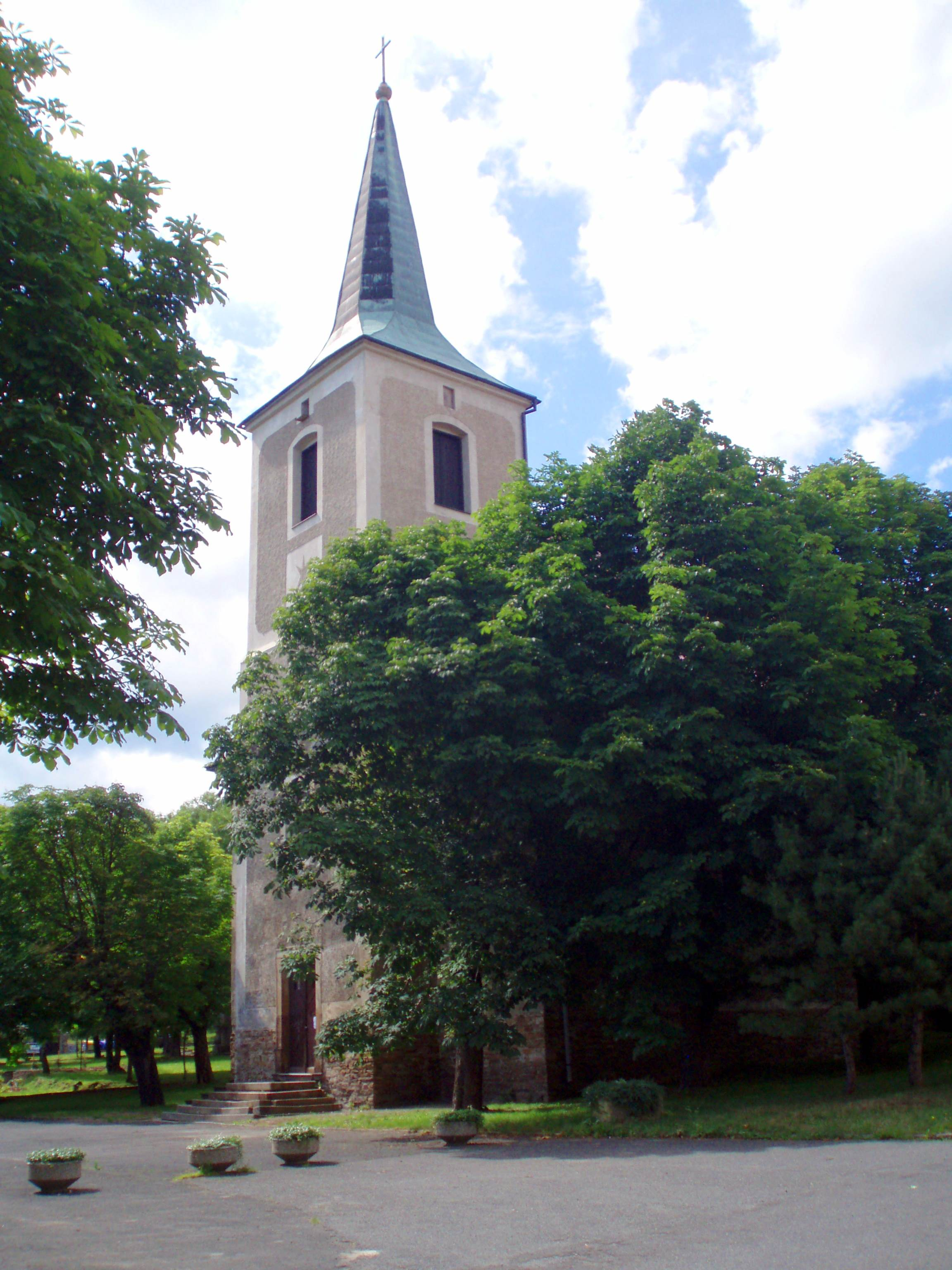

Bílence · 
Blatno · 
Boleboř · 
Březno · 
Černovice · 
Domašín · 
Droužkovice · 
Hora Svatého Šebestiána · 
Hrušovany · 
Chbany · 
Chomutov · 
Jirkov · 
Kadaň · 
Kalek · 
Klášterec nad Ohří · 
Kovářská · 
Kryštofovy Hamry · 
Křimov · 
Libědice · 
Loučná pod Klínovcem · 
Málkov · 
Mašťov · 
Měděnec · 
Místo · 
Nezabylice · 
Okounov · 
Otvice · 
Perštejn · 
Pesvice · 
Pětipsy · 
Račetice · 
Radonice · 
Rokle · 
Spořice · 
Strupčice · 
Údlice · 
Vejprty · 
Veliká Ves · 
Vilémov · 
Vrskmaň · 
Všehrdy · 
Všestudy · 
Výsluní · 
Vysoká Pec